# Вазописец Афродиты
Вазописец Афродиты (англ. Aphrodite Painter, нем. Aphrodite-Maler) — анонимный греческий вазописец и гончар, работал в Пестуме конце 4 века до н. э. в краснофигурной технике.
Около 330 до н. э. вазописец Афродиты приехал в Пестума из Апулии и присоединился к мастерской пестумской вазописи Астея и Пифона.

## Известные работы
- именная ваза — амфора, так называемая Ваза Афродиты[3]
- кратер с изображением Ореста, Электры и бога Аполлона, датированный около 340—330 до н. э. время находится в собрании Уильяма Найта Зевадски[4].
- амфора, датированная 340—320 до н. э. На стороне А изображена фигура обнаженного юноши и задрапированная в хитон женская фигура, которая держит фиалу с чашами. Юноша опирается на палку одной рукой, а другой держит зеркальце. На шейном регистре вазы изображен профиль женской головы. Регистры отделены друг от друга пальметтами — характерными орнаментальными мотивами пестумской вазописи[5].
- свадебный лебес, на стороне А которого изображен юноша с кубком и девушка с зеркалом. На стороне В — фигуры юношей. Ваза принадлежала Артуру Дейлу Трендалу, ныне хранится в Эллинском музее, Мельбурн. Экспонат LTU 1985,01[6].